# Yōsei Teikoku
Yōsei Teikoku (japanisch 妖精帝國, auch Das Feenreich) ist eine 1997 gegründete Rock-/Metal-Band aus Tokio.

## Geschichte
Gegründet wurde Yōsei Teikoku im Jahr 1997 in der japanischen Hauptstadt Tokio durch Sängerin Yui Itsuki und Gitarrist Takaha Tachibana. Itsuki singt nebenbei in der Band DenKare, während Tachibana bei Kukui aktiv war.
Bereits ein Jahr vor der offiziellen Gründung der Band erschien mit Atarashii Momo das erste in Eigenregie produzierte Album. Zwischen 1997 und 1999 wurde mit Momo no Hane, Momo no Mori und Shikō no Momo jeweils ein weiteres selbstproduziertes Album herausgebracht, ehe 2005 mit Stigma das inzwischen fünfte Studioalbum in Eigenproduktion veröffentlicht wurde.
Zwischenzeitlich wurde das Duo vom Publisher Lantis unter Vertrag genommen. 2007 erschien mit Gothic Lolita Propaganda das Labeldebüt und das sechste Album insgesamt. Zwei Jahre später folgte die Herausgabe des siebten Albums Gothic Lolita Doctrine. Am 23. August 2009 traten Yōsei Teikoku auf dem Animelo Summer Live, dem größten Animemusikfestival des Landes auf. Kurz nach der Veröffentlichung ihrer Single Baptize stießen mit dem Bassisten Nanami, der Leadgitarrist Hirano „Shiren“ Yukimura und Schlagzeuger Relu drei weitere Musiker zu Itsuki und Tachibana. Es folgte mit der Veröffentlichung des achten Albums Gothic Lolita Agitator der dritte Teil der Gothic-Lolita-Reihe. Nachdem Relu durch Gight am Schlagzeug ersetzt wurde, veröffentlichte die Band ihr neuntes Album unter dem Titel Pax Vesania. Das zehnte Studioalbum, dass Hades: The Other World heißt, erschien ein Jahr darauf. 2015 folgte mit Shadow Corps(e) das elfte Album der Band und fünf Jahre später the age of villains welches damit das zwölfte Album von Yōsei Teikoku ist.
Aufgrund einer chronischen Sehnenscheidenentzündung im Arm gab Gitarrist Shiren Ende Dezember 2017 seinen Ausstieg aus der Band bekannt. Dadurch wird sich die Produktion eines neuen Albums verzögern. In XiVa konnte im Jahr 2019 ein neuer Gitarrist gefunden werden, welcher Shirens Platz einnimmt. Im gleichen Jahr kündigte Gründungsmitglied Tachibana an, sich als Musiker aus der Gruppe zurückzuziehen und fortan lediglich als Songwriter innerhalb der Band aktiv zu bleiben. In einem Casting wurden die Musiker auf ryöga aufmerksam und nahmen ihn in die Gruppe auf.
Neben Tourneen, die hauptsächlich in Japan stattfinden, spielte Yōsei Teikoku auf mehreren Anime-Conventions in den Vereinigten Staaten, darunter dem A-Con in Dallas, Texas im Jahr 2015, als auch auf dem Otakon in Washington, D.C. zwei Jahre später. Der erste Auslandsauftritt von Yōsei Teikoku fand vor dem Jahr 2010 auf dem Pacific Media Expo in Kalifornien vor ca. 100 Besuchern statt. Der Auftritt wurde lediglich von Itsuki und Tachibana am Keyboard absolviert, während die Hintergrundmusik über einen einfachen CD-Spieler abgespielt wurde.

## Stil und Konzept
Die Musik von Yōsei Teikoku kann im groben als Rockmusik beschrieben werden. In den neueren Werken ist die Musik eher dem Metal zuzuordnen, welche Einflüsse des Gothic und einer symphonischen Atmosphäre durchzogen ist. Auch werden Einflüsse der elektronischen Musik und Klassik verwendet. Die Liedtexte, die hauptsächlich auf Japanisch gehalten sind, beinhalten oft englische als auch deutsche Wörter. Den Einbau deutscher Wörter nimmt sie vor, da die deutsche Sprache „cool“ klingt. Auch bildet die Verwendung deutschsprachiger Worte eine Resonanz zur Musik der Band. Beim Schreiben der Texte verdunkelt Sängerin Yui den Raum oder zieht sich in die Natur zurück um Inspiration zu erhalten.
Innerhalb des Bandkonzeptes gibt es eine Hierarchie. Die Sängerin, die bei Auftritten unter ihrem Pseudonym „Fairy Yui“ auftritt, ist die höchste Instanz – sie bezeichnet sich selbst als „Diktatorin auf Lebenszeit“ – während die übrigen Musiker normale Menschen sind und die Fans „Untertanen“. Sowohl innerhalb als auch außerhalb der Band ist es möglich „aufzusteigen“. Das hängt allerdings vom Beitrag innerhalb Band sowie von der Bewertung der Fans ab. Konzerte werden als „Zeremonie“ bezeichnet. Auch ein militärisches System schlägt sich im Konzept der Band wieder: So ist nach „Fairy Yui“ Takaha Ichibana die zweithöchste Instanz innerhalb der Band, der die Position eines Hauptmanns bekleidet. Bassist Nanami ist Oberfeldwebel, Schlagzeuger Gight die Rolle des Feldwebels innehat, während der frühere Gitarristin Shiren Hauptfeldwebel war. Daher ist der gesamte Name der Band eigentlich Yōsei Teikoku Dai-san Gungakutai (妖精帝國第参軍楽隊, „3. Musikkorps des Feenreichs“). Yōsei Teikoku ist Teil des Team Fairithm.

## Fangemeinde
Anders als in ihrem Heimatland Japan, besitzt Yōsei Teikoku im Ausland, vor allem in Europa, in den Vereinigten Staaten und in Südamerika eine große und stetig wachsende Fangemeinde. Dies hänge, laut Sängerin Yui Itsuki, zum einen an ihren musikalischen Beiträge für die Animeserie Mirai Nikki und zum anderen an der Tatsache, dass die Konzertbesucher von den Musikern als „Untertanen“ bezeichnet werden.

## Diskografie

### Studioalben
| Jahr | Titel Musiklabel                | Höchstplatzierung, Gesamtwochen, AuszeichnungChartsChartplatzierungen (Jahr, Titel, Musiklabel, Platzierungen, Wochen, Auszeichnungen, Anmerkungen) | Anmerkungen                                                                    |
| Jahr | Titel Musiklabel                | JP | Anmerkungen                                                                    |
| ---- | ------------------------------- | --- | ------------------------------------------------------------------------------ |
| 1996 | Atarashii Momo Selbstverlag     | — | Erstveröffentlichung: 1996 新しい桃, „Neuer Pfirsich“                          |
| 1997 | Momo no Hane Selbstverlag       | — | Erstveröffentlichung: 1997 桃の羽, „Pfirsichflügel“                            |
| 1998 | Momo no Mori Selbstverlag       | — | Erstveröffentlichung: 1998 桃の森, „Pfirsichwald“                              |
| 1999 | Shikō no Momo Selbstverlag      | — | Erstveröffentlichung: 1999 至高の桃, „Höchster Pfirsich“                       |
| 2005 | Stigma Selbstverlag             | — | Erstveröffentlichung: 2005 „Brandmal“                                          |
| 2007 | Gothic Lolita Propaganda Lantis | JP52 (6 Wo.)JP | Erstveröffentlichung: 25. April 2007                                           |
| 2007 | Metanoia Lantis                 | JP49 (3 Wo.)JP | Erstveröffentlichung: 7. November 2007 EP                                      |
| 2009 | Irodori no Nai Sekai Lantis     | JP87 (2 Wo.)JP | Erstveröffentlichung: 14. Februar 2009 彩の無い世界, „Eine Welt ohne Farbe“ EP |
| 2009 | Gothic Lolita Doctrine Lantis   | JP55 (2 Wo.)JP | Erstveröffentlichung: 26. Oktober 2009                                         |
| 2010 | Gothic Lolita Agitator Lantis   | JP73 (3 Wo.)JP | Erstveröffentlichung: 22. Dezember 2010                                        |
| 2013 | Pax Vesania Lantis              | JP37 (3 Wo.)JP | Erstveröffentlichung: 27. März 2013                                            |
| 2014 | Hades: The Other World Lantis   | JP40 (4 Wo.)JP | Erstveröffentlichung: 24. Dezember 2014                                        |
| 2015 | Shadow Corps(e) Lantis          | JP22 (2 Wo.)JP | Erstveröffentlichung: 5. August 2015                                           |
| 2020 | The Age of Villains Lantis      | JP43 (2 Wo.)JP | Erstveröffentlichung: 25. März 2020                                            |

### Singles
| Jahr | Titel Musiklabel              | Höchstplatzierung, Gesamtwochen, AuszeichnungChartsChartplatzierungen (Jahr, Titel, Musiklabel, Platzierungen, Wochen, Auszeichnungen, Anmerkungen) | Anmerkungen                                                                      |
| Jahr | Titel Musiklabel              | JP | Anmerkungen                                                                      |
| ---- | ----------------------------- | --- | -------------------------------------------------------------------------------- |
| 2006 | Ashita o Yurushite Lantis     | JP126 (1 Wo.)JP | Erstveröffentlichung: 8. März 2006 あしたを許して, „Vergib Morgen“               |
| 2006 | Senketsu no Chikai Lantis     | JP48 (8 Wo.)JP | Erstveröffentlichung: 26. April 2006 鮮血の誓い, „Der Blutschwur“                |
| 2006 | Noble Roar Lantis             | JP96 (2 Wo.)JP | Erstveröffentlichung: 26. Juli 2006                                              |
| 2006 | Valkyrja Lantis               | JP50 (4 Wo.)JP | Erstveröffentlichung: 4. Oktober 2006                                            |
| 2007 | Shijun no Zankoku Lantis      | JP58 (4 Wo.)JP | Erstveröffentlichung: 7. Februar 2007 至純の残酷, „Die reine Grausamkeit“        |
| 2008 | Schwarzer Sarg Lantis         | JP43 (3 Wo.)JP | Erstveröffentlichung: 9. Juli 2008                                               |
| 2008 | Hades: The Bloody Rage Lantis | JP62 (2 Wo.)JP | Erstveröffentlichung: 8. August 2008                                             |
| 2008 | Weiβ Flugel Lantis            | JP54 (2 Wo.)JP | Erstveröffentlichung: 10. September 2008                                         |
| 2009 | Gekkō no Chigiri Lantis       | JP83 (2 Wo.)JP | Erstveröffentlichung: 27. Mai 2009 月光の契り, „Das Mondlichtvergnügen“          |
| 2009 | One Lantis                    | JP72 (3 Wo.)JP | Erstveröffentlichung: 23. Dezember 2009                                          |
| 2010 | Baptize Lantis                | JP43 (4 Wo.)JP | Erstveröffentlichung: 21. April 2010                                             |
| 2010 | Rebellion Anthem Lantis       | JP66 (3 Wo.)JP | Erstveröffentlichung: 25. August 2010                                            |
| 2010 | Asgard Lantis                 | — | Erstveröffentlichung: 2010                                                       |
| 2010 | Wahrheit Lantis               | — | Erstveröffentlichung: 2010                                                       |
| 2011 | Michievous of Alice Lantis    | JP78 (2 Wo.)JP | Erstveröffentlichung: 27. Juli 2011                                              |
| 2011 | Kuusou Mesorogiwi Lantis      | JP27 (9 Wo.)JP | Erstveröffentlichung: 26. Oktober 2011 空想メソロギヰ, „eingebildete Mythologie“ |
| 2012 | Filament Lantis               | JP51 (3 Wo.)JP | Erstveröffentlichung: 8. Februar 2012                                            |
| 2014 | Shito Kakusei Lantis          | JP70 (2 Wo.)JP | Erstveröffentlichung: 7. März 2014 使徒覚醒, „Erwachen der Apostel“              |
| 2014 | Kyūsei Argyros Lantis         | JP62 (2 Wo.)JP | Erstveröffentlichung: 6. August 2014 救世Άργυρόϛ, „Erlösungs-Argyros“            |
| 2016 | Disorder Lantis               | JP56 (3 Wo.)JP | Erstveröffentlichung: 27. April 2016                                             |
| 2017 | Flamma Idola Lantis           | JP44 (2 Wo.)JP | Erstveröffentlichung: 31. Mai 2017                                               |

### Videoalben
| Jahr | Titel Musiklabel                               | Höchstplatzierung, Gesamtwochen, AuszeichnungChartsChartplatzierungen (Jahr, Titel, Musiklabel, Platzierungen, Wochen, Auszeichnungen, Anmerkungen) | Anmerkungen                             |
| Jahr | Titel Musiklabel                               | JP | Anmerkungen                             |
| ---- | ---------------------------------------------- | --- | --------------------------------------- |
| 2010 | Animelo Summer Live 2009 Re:Bridge 8.23 Lantis | JP52 (3 Wo.)JP | Erstveröffentlichung: 24. Februar 2010  |
| 2010 | Garei-Zero The Live DVD Lantis                 | JP84 (1 Wo.)JP | Erstveröffentlichung: 23. Juli 2010     |
| 2010 | Tokuten Shiki Shikiten 920 Putsch Lantis       | JP168 (1 Wo.)JP | Erstveröffentlichung: 22. Dezember 2010 |
| 2013 | Pax Vesania Tour Live Lantis                   | JP214 (1 Wo.)JP | Erstveröffentlichung: 23. Oktober 2013  |

### Anderes
- Promotional CD (2004)
 wurde nur bei einer ihrer Liveshows vergeben. Enthält kurze, alternativ arrangierte Versionen von Garden, Last moment, Torikago (トリカゴ), Haru e (春へ), Gekka Kyōsō (月下狂想), Deep sea und Moonlight magic.
- My-HiME Game Soundtrack
- Ending song für das PC-Spiel Tsui no Yataka
- Opening song für das PC-Spiel Fortissimo EXA Asgard